# إدموند نوتون
إدموند نوتون (بالإنجليزية: Edmund Naughton) (مارس 1926، نيويورك في الولايات المتحدة - 9 سبتمبر 2013)؛ روائي أمريكي.

## روابط خارجية
- إدموند نوتون على موقع IMDb (الإنجليزية)
- إدموند نوتون على موقع قاعدة بيانات الفيلم (الإنجليزية)